# Ipomoea nil
Espèce
Ipomoea nil, le liseron fleur bleue, ipomée du Nil, étoile du matin ou ipomée du Japon, est une espèce de plantes dicotylédones de la famille des Convolvulaceae, originaire d'Amérique latine (du Mexique à l'Argentine).

## Description
C'est une plante herbacée annuelle, grimpante, à tiges volubiles pouvant atteindre cinq mètres de long, aux fleurs en entonnoir, colorées (bleu à violet rougeâtre, avec le tube blanchâtre) assez voyantes. L'espèce est largement cultivée comme plante ornementale et a été introduite à cette fin dans la plupart des régions tropicales du monde ; elle est très populaire au Japon.
Elle est considérée comme envahissante dans certaines régions. Les graines sont utilisées à des fins médicinales (purgatives) notamment en Afrique et en Asie.

## Taxinomie

### Synonymes
Selon The Plant List (6 décembre 2019) :
- Batatas setosa (Ker Gawl.) Lindl.
- Calonyction campanulatum Hallier f.
- Calonyction pavonii (Choisy) Hallier f.
- Calonyction setosum (Ker Gawl.) Hallier f.
- Convolvulus hederaceus L. [3]
- Convolvulus nil L. [3]
- Convolvulus setosus (Ker Gawl.) Spreng.
- Convolvulus tomentosus Vell.
- Gomphipus setosus (Ker Gawl.) Raf.
- Ipomoea cuspidata Ruiz & Pav.
- Ipomoea desertorum House
- Ipomoea hederacea (L.) Jacq.
- Ipomoea longicuspis Meisn.
- Ipomoea melanotricha Brandegee
- Ipomoea nil var. setosa (Ker Gawl.) Boerl.
- Ipomoea pavonii Choisy
- Ipomoea scabra Forssk.
- Ipomoea trichocalyx Steud.
- Ipomoea vaniotiana H.Lév.
- Pharbitis cuspidata (Ruiz & Pav.) G. Don
- Pharbitis githaginea Hochst.
- Pharbitis hederacea (L.) Choisy
- Pharbitis nil (L.) Choisy [3]

### Liste des variétés
Selon Catalogue of Life (6 décembre 2019) :
- variété Ipomoea nil var. himalaica
- variété Ipomoea nil var. paichou